# Kernel Nutt and High Shoes
Kernel Nutt and High Shoes è un cortometraggio muto del 1916 diretto da C.J. Williams.
Ottavo episodio della serie Vitagraph Kernel Nutt

## Trama
Trama di Moving Picture World synopsis in (EN)  su IMDb

## Produzione
Il film fu prodotto dalla Vitagraph Company of America.

## Distribuzione
Distribuito dalla V-L-S-E, il film - un cortometraggio in una bobina - uscì nelle sale cinematografiche statunitensi il 3 luglio 1916.